# Shrek 5
Shrek 5 es una próxima película estadounidense de 2027 de comedia fantástica animada, basada libremente en el libro ilustrado de 1990 Shrek! de William Steig. Producida por DreamWorks Animation y distribuida por Universal Pictures, es una secuela de Shrek Forever After (2010), la quinta entrega principal y la séptima entrega en general de la serie de películas de Shrek. El guion está escrito por Michael McCullers a partir de una historia de Chris Meledandri, quien también es productor. Mike Myers, Eddie Murphy y Cameron Diaz volverán a interpretar su papeles de Shrek, Donkey, y Fiona, respectivamente, de las anteriores películas.
Una quinta película de Shrek se planeó inicialmente cuando Shrek 2 (2004) se estrenó con éxito financiero y crítico, con una fecha de lanzamiento prevista para 2013. Sin embargo, cuando el ex CEO de DreamWorks, Jeffrey Katzenberg, decidió finalizar la franquicia en su cuarta película, los planes para una quinta entrega fueron abandonados y Shrek Forever After se lanzó como la última película de Shrek. Sin embargo, el desarrollo resurgió en 2014 hasta que Universal Pictures confirmó oficialmente la producción de una quinta película de Shrek cuando su empresa matriz, NBCUniversal, compró DreamWorks Animation en 2016, con actualizaciones desde marzo de 2017 hasta junio de 2024.
Está previsto que Shrek 5 se estrene en cines en Estados Unidos el 30 de junio de 2027.

## Reparto de voz
- Mike Myers como Shrek[1]
- Eddie Murphy como Donkey[1] (llamado "Burro" en Hispanoamérica, y "Asno" en España)
- Cameron Diaz como Princesa Fiona[1]
- Zendaya como Felicia
- Chris Miller como El espejo mágico
- Cody Cameron como Pinocho

## Producción

### Desarrollo
Tras el éxito de Shrek 2 en mayo de 2004, el entonces CEO de DreamWorks Animation (DWA), Jeffrey Katzenberg, reveló que la historia de Shrek había sido planeada en cinco películas casi desde el principio. «Antes de terminar la primera, hablamos sobre cuál era toda la historia de Shrek, y cada uno de los capítulos responde preguntas sobre la primera película y nos da una visión», dijo Katzenberg. «Shrek 3 y 4 van a revelar otras preguntas sin respuesta y, finalmente, en el último capítulo, entenderemos cómo Shrek llegó a ese pantano, cuando lo conocimos en la primera película». Después del estreno de Shrek tercero en 2007, Katzenberg anunció que la quinta película se estrenaría en 2013.
En mayo de 2009, DreamWorks anunció que el título de la cuarta película sería Shrek Forever After, indicando que sería la última de la serie de Shrek. Más tarde en 2009, esto fue confirmado por Bill Damaschke, el entonces jefe de producción creativa de DWA, quien dijo: «Todo lo que se amó de Shrek en la primera película se lleva a la película final». Josh Klausner, uno de los escritores de Shrek Forever After, explicó en 2010 la evolución del guion: «Cuando me uní al proyecto, no se suponía que fuera el capítulo final; originalmente iban a ser cinco películas de Shrek. Luego, alrededor de un año en el desarrollo, Jeffrey Katzenberg decidió que la historia que habíamos creado era la manera correcta de terminar el viaje de Shrek». En febrero de 2014, en una entrevista con Fox Business Network, Katzenberg insinuó que aún se podría hacer una quinta película. «Nos gusta dejarlos descansar un poco», dijo sobre los personajes. «Pero creo que pueden estar seguros de que tendremos otro capítulo en la serie de Shrek. No hemos terminado, y más importante, él tampoco».
El 15 de junio de 2016, después de que NBCUniversal comprara DreamWorks Animation por $3.8 mil millones, el jefe de NBCUniversal, Steve Burke, discutió planes para revivir la franquicia, así como otras películas de DreamWorks. En julio de 2016, The Hollywood Reporter citó fuentes diciendo que la quinta película estaba planeada para un lanzamiento en 2019. En septiembre de 2016, Eddie Murphy confirmó que se esperaba que la película se estrenara en 2019 o 2020, y que el guion había sido completado. La historia original de la película fue escrita por Michael McCullers, basada en su propia idea. Cuando se le preguntó sobre el guion de una quinta película de Shrek en marzo de 2017, McCullers dijo que presentaba «una reinvención bastante grande» para la serie de películas.
El 6 de noviembre de 2018, Variety informó que el CEO de Illumination, Chris Meledandri, había sido encargado de ser uno de los productores ejecutivos de la quinta película de Shrek y de la película derivada El Gato con Botas: El Último Deseo, con el elenco original potencialmente regresando. En noviembre de 2020, Screen Rant informó que la quinta película de Shrek estaba programada para estrenarse en 2022. El 9 de diciembre de 2022, Antonio Banderas reiteró que una nueva película de Shrek todavía estaba en desarrollo. La película se insinuó en la escena poscréditos de El Gato con Botas: El Último Deseo. En abril de 2023, Meledandri confirmó que una quinta película de Shrek estaba en desarrollo, con el elenco original en negociaciones para retomar sus roles. Meledandri dijo que los cineastas «examinarían cuáles son los elementos centrales que el público ha amado» y tratarían de «honrar esos elementos» de manera similar a Super Mario Bros.: la película de Illumination.
El 2 de marzo de 2024, se reveló que Meledandri había escrito un nuevo tratamiento de la historia, además de servir como productor. El 9 de junio de 2024, DreamWorks anuncio Shrek 5 de manera oficial, publicando un video teaser con la canción icónica de All Star, donde se revela el nuevo diseño del número "5", su fecha de estreno para el 1 de julio de 2026, y el regreso de las voces principales: Mike Myers, Eddie Murphy, y Cameron Diaz. Poco tiempo después, Walt Dohrn fue anunciado como director de la película, junto con el codirector Brad Ableson, y Gina Shay como productora junto con Chris Meledandri. El 24 de junio de 2024, Murphy confirmó que había comenzado a grabar sus líneas para la película y que se esperaba que la película se estrenara en algún momento de 2025, la película fue posteriormente reprogramada para el 23 de diciembre de 2026 en Estados Unidos. A fines de febrero de 2025, se reveló que Zendaya se había unido al elenco, como Felicia, la hija de Shrek y Fiona.

## Marketing
El 27 de febrero de 2025 se lanzó el primer tráiler del anuncio del reparto, que introdujo un nuevo estilo visual y apariencias actualizadas de los personajes, lo que generó un debate en redes. Los espectadores notaron un paralelismo con la reacción negativa contra el rediseño de Sonic the Hedgehog de 2019, y algunos criticaron el nuevo aspecto por perder el atractivo y el estilo artístico originales de Shrek.

## Estreno
Shrek 5 está programado para estrenarse en Estados Unidos el 30 de junio de 2027. La película estaba previamente programada para estrenarse el 1 de julio de 2026, pero se retrasó hasta el 23 de diciembre de 2026 con Minions 3 de Illumination tomando la fecha de lanzamiento original, pero en agosto de 2025, se retrasó a su fecha de lanzamiento actual para evitar la competencia con Ice Age 6 de 20th Century Animation y Avengers: Doomsday de Marvel Studios. Está programado para estrenarse 17 años después del estreno de Forever After, 20 años después del estreno de Shrek the Third y 26 años después de la película original de Shrek. Como parte del acuerdo entre Universal y Netflix, la película se transmitirá en Peacock durante los primeros cuatro meses de su ventana de televisión de pago. Posteriormente, estará disponible en Netflix durante los siguientes diez meses, y luego regresará a Peacock para los últimos cuatro meses de la ventana de pago.